# Fanciullo con disegno
Il Fanciullo con disegno (conosciuto anche come Giovane con disegno di pupazzo) è un dipinto ad olio su tavola (37x29 cm) di Giovan Francesco Caroto, databile al 1523 e conservato fino al 19 novembre 2015, data in cui assieme ad altre importanti opere è stato trafugato, nel museo di Castelvecchio a Verona, per essere recuperato agli inizi di maggio 2016.

## Descrizione e stile

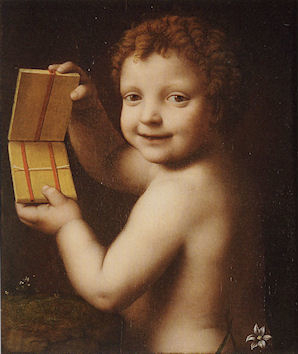
Puttino che gioca di Bernardino Luini.

Il quadro raffigura un ragazzo nell'atteggiamento di mostrare un disegno che, pur nella sua estrema schematicità, potrebbe essere un autoritratto.  Il giovane dipinto appare colto di sorpresa mentre gira il capo verso l'osservatore a cui mostra il disegno tenuto sulla mano destra, mentre l'altra mano, seppur non mostrata, regge un cappello rosso. Il soggetto scelto da Giovan Francesco Caroto per questa tela appare decisamente originale per l'epoca, in cui era assai raro rappresentare un fanciullo come figura autonoma. Inoltre, la modernità dell'idea insita nell'aver messo nelle mani del fanciullo un disegno contribuisce a rendere l'opera ancora più singolare. Riguardo allo schizzo del fanciullo protagonista, seppur essendo un'imitazione, sembra essere il più antico disegno di un bambino che sia giunto fino ai nostri giorni.
Si è molto dibattuto su chi potesse essere in effetti il soggetto del ritratto. Giorgio Vasari racconta che Caroto, durante la sua permanenza a Casale Monferrato, si occupò di realizzare numerosi ritratti dei membri della corte, compreso il primogenito del marchese del Monferrato. Tuttavia, l'assenza di una identificazione sessuale e di un chiaro riferimento all'appartenenza sociale del fanciullo escludono che si trattasse di un rampollo della nobiltà. Più probabile che il soggetto sia da ricercare tra i conoscenti più stretti dell'artista o tra i suoi figli.
L'attribuzione a Giovan Francesco Caroto non è sempre stata concorde. Gli storici dell'arte Venturi e Cavalcaselle non lo inserirono nell'elenco delle opere di Giovan Francesco, ma Antonio Avena glielo attribuisce in occasione di una mostra del 1947. Gli storici successivi sono concordi con questa attribuzione. Questa atipica scelta di Caroto può essere giustificabile con la predisposizione del pittore veronese alla sperimentazione, al virtuosismo e all'astrazione formale. Lionello Puppi osserva, a proposito dell'originalità del soggetto, che il pittore «varia con humour sorprendentemente moderno il lezioso "Puttino che gioca" del Luini». Oltre che dal Luini, Caroto potrebbe aver tratto ispirazione anche dai ritratti eseguiti da Giovanni Antonio Boltraffio e Andrea Solari.

## Rappresentazione di una malattia
Il pediatra britannico Harry Angelman, visitando il museo di Castelvecchio, si trovò di fronte alla tela di Giovanni Francesco Caroto, riscontrando nel ritratto del fanciullo varie somiglianze con alcuni ragazzi che ridevano moltissimo e avevano movimenti a scatti degli arti e del tronco. Decise dunque di descrivere in letteratura medica i propri studi compiuti su tre ragazzi con il saggio Puppet Children (letteralmente "ragazzi burattino"), pubblicato nel 1965. Solo dopo molti anni di ricerche si scoprì che nel mondo esistevano parecchi di questi pazienti, affetti da quella che venne da allora chiamata sindrome di Angelman.